# 魏家祥
拿督斯里魏家祥（1968年10月20日—），马来西亚政治人物，马华公会第11任总会长，柔佛亚依淡国会议员，前任马来西亚交通部长。
魏家祥于1992年加入马华公会，自2004年马来西亚大选以来代表国民阵线当选为柔佛亚依淡国会议员。该国会议席也是马华在2018年马来西亚大选胜出的唯一一个国会议席。魏家祥自2008年起担任国阵政府的内阁成员，先后担任教育部副部长、首相署部长等职位。2020年喜来登政变中，加入第8任首相慕尤丁领导的国盟政府（2020-2021），受委交通部长职位。在第9任首相依斯迈沙比里时期（2021），继续担任相同职位。

## 政治生涯
魏家祥政治生涯始于马来西亚南部城市新山，年轻时家里困境而得到巫统议员帮助。在大学毕业前已经常常与马华州议员张诗登来往，学习和处理选民服务，也积极拉拢学生们参与马华各种活动。大学毕业后，他立即投入服务社会及国家的行列。
2008年3月，魏家祥被首相阿都拉·巴达威委任为教育部副部长。同年8月他宣布将在该年10月竞选马青总团长，原本媒体预料魏家祥会对垒马华前总会长林良实之子林熙隆，但林熙隆之后表明不竞选高职，使得魏家祥不战而胜。
2013年，魏家祥成功中选为马华署理总会长。

### 马华公会总会长
2018年马华公会党选，时任署理总会长魏家祥与马汉顺搭档竞选总会长与署理总会长，他的团队在同年11月4日胜选。

### 加入政府机构要职
魏家祥于1999年至2000年获得党中央推荐并由时任首相马哈迪·莫哈末委任，代表马华公会出任第二届国家经济咨询理事会成员，参与制定2001年至2010年国家经济政策。

## 教育部副部长（2008年至2013年）
2012年3月10日，董总主席叶新田宣布，将在3月25日在加影董教总教育中心大草场举行抗议大会，提出呼吁政府正视国内多元族群、多元文化、多元语文教育体系的社会现实，从根本上制定平等的语文教育政策，为各族群母语学校培训足够师资，将不具华文资格教师调离华小，全面地制度化在师资、建校和教育资源等方面，公平对待各族群的母语教育，彻底解决长期来所存在的极不合理的语文教育歧视问题等四大诉求，获得各界约40个各族团体响应支持。
3月25日，魏家祥在正副首相的鼓励下，代表教育部和马青总团长的身份赴会，以聆听各方的意见，并促请董教总回到圆桌会议上与教育部一同商讨华教问题的对策。大会期间，魏家祥被反对者扔报纸和水瓶等杂物，并声称遭到民主行动党的支持者挥拳袭击，引起争议。最终袭击事件被炒作成政治化，使得华教集会的四大诉求的焦点被模糊，后续的圆桌会议也始终停留在技术与个案问题上兜圈子。

## 交通部长（2020年至2022年）
2020年2月24日，执政党希望聯盟发生政治危机，最终政权垮台。魏家祥帶领马华公会和国阵成员党一同与土著团结党组成国民联盟，并支持土团党总裁慕尤丁担任第8任马来西亚首相。魏家祥指出，马华早在希盟政权垮台后表态解散国会举行大选的立场，但因为局势变化，解散国会已非首要选项，因此与国阵成员党一同推举慕尤丁任相。他后来于2020年3月15日进入内阁担任交通部长职位。上任后，魏家祥表示将与各交通部前部长会面，互相交换及商议交通课题，其中包括林良实、陈广才、廖中莱，以及希盟时期的陆兆福。

### 修改1987年陆路交通法令
2020年7月，魏家祥跟随前朝希盟政府的政策，成功修改《1987年陆路交通法令》，将醉酒驾驶、吸毒和鲁莽驾驶导致他人伤亡的刑罚提高。修改的刑法包括；在酒精或毒品影响下撞伤其他道路使用者，刑罚是监禁5年至10年、罚款2万令吉至5万令吉。首次肇祸者的驾照也被吊销不超过5年；在酒精或毒品影响下撞死其他道路使用者，刑罚是监禁10年至15年、罚款5万至10万令吉。首次肇祸者的驾照将被吊销不少过10年；在酒精或毒品影响下鲁莽或危险驾驶（没撞伤或撞死人），刑罚是监禁不超过2年、罚款1000至5000令吉。
他还建议根据世界卫生组织的标准，修改3项测试酒驾者的标准；血液酒精浓度从0.08%降至0.05%、酒精呼气量从35微克降至22微克、以及尿液中的107毫克酒精含量降至67毫克，一旦酒精含量超标的驾驶人士，其代价就是坐牢。部分社会人士对该修改法案表示非议，认为应该加强执法与公共教育意识，并非只是一味提高刑罚，尤其是监禁刑罚调高至15年和罚款数额调高至10万令吉，相比枪劫、强奸与贪污的刑罚还要高。该法案于2020年10月23日正式生效。

## 争议

### 应对华文教育界
在马来西亚，华文教育课题一直是华社重点关注的课题，甚至秉持“再穷不能穷教育，再苦不能苦孩子”的精神心态应对华文教育课题。魏家祥担任马来西亚教育部副部长期间，因无法有效处理华教面对的各项课题，同时在一些课题上更与捍卫华教为己任的民间组织董教总针锋相对，导致他在华教界的评价不佳。
2012年，魏家祥作为教育部授权處理華教課題的主要人物，数次与叶新田和邹寿汉两人为首的董总就华教课题上产生争论，包括抗议华小师资严重短缺和派遣不具华文资格教师到华小执教的「325华教救亡大会」、限制华小独中学校的华教契约争议、关丹中华独中批文事件、增江北区华小篡夺董事部主权事件，最终导致伸诉华教困境和要求魏家祥引咎辞职的「926华教抗议行动」，魏家祥的个人评价也严重受挫。 

### 325华教抗议大会被人袭击事件
2012年3月25日，魏家祥在出席总董举办的325华教救亡抗议大会中，声称其脸部遭到一名反对党黄衣男子的挥拳攻击，之后在警员及志愿警卫队护送下离开会场，但表示不会就此事报警。
3月26日，国内媒体纷纷报导魏家祥被袭击事件和刊登照片。新山区马华公会成员对此召开记者会严厉遣责，促请袭击者公开道歉，同时也遣责董总叶新田和邹寿汉声称的和平集会出现暴力事件是玷污华文教育的圣洁，要求董总公开道歉。時任民主行动党全國副主席陈国伟则指控魏家祥是在捏造在325华教大会被人袭击事件，要他向社会大众和325大会相关人士道歉。结果导致事件进入政治化，华教大会焦点也一直围绕民主行动党支持者在打人、要打人、没打到人的问题上。
3月27日，雪州总警长顿希山发表文告声称，他在聆听现场警员的汇报后，表示集会中没发生殴打事件，警方也没有接获教育部副部长拿督魏家祥的投报，引起争议。同日，魏家祥在国会召开新闻发布会时，强调不会向任何相关人士道歉。同时狠批警方不夠专业，表示报章刊登的照片已经证明他被人袭击，但沒有相关单位对此采取行动感到遗憾。并批评总警长顿希山只单凭现场警员的观察和汇报，却沒有录取他和随行人员的供词就下定论，是非常不专业的。关丹区马华公会更报案要求警方逮捕及提控袭击者。董总邹寿汉表示，会提供录像视频协助调查，强调若发生袭击事件，当事人就应该报警。警方在接到5个相关投报后已开档调查，但表示是否提控则交由总检察官决定。
3月28日，一名被指责在集会当天袭击魏家祥的黄衣男子李锡淡前往加影警局报案，表示自己只是仅向魏家祥比手势喝倒彩，但却矢口否认曾经挥拳攻击魏家祥，导致事件进入罗生门，并挑战魏家祥前往神庙砍鸡头证明清白。陈国伟也就李锡淡自行报案的澄清行动，要求魏家祥向全国人民、华社、325大会出席者、董教总以及民联道歉。魏家祥指责民主行动党试图转移视线，因他在325大会当天的遭遇，令出席大会的民联领袖无法登上各家报章的封面头条，并强调「不承陪炒作」和「我不道歉，公道自在人心」。同时也透露，将与6名党员去往警局录取口供，惟他不愿透露录取口供的地点。魏家祥也否认说过被人“打、殴或揍”等字眼。只是说有人尝试挥拳打他，唯只触及其脸颊。强调被「被打」的字眼是出自中文报章，非出自其口。
3月29日，魏家祥发表声明，认为此事应该告一段落，大家应该“向前看”和集中精力解决华教问题。民主行动党对此批评魏家祥是借挥拳事件来骑劫325大会的焦点，模糊抗议大会的议题，另一方面乘机加罪行动党。在调查行动也无法确定有沒有打人的情况下，最终袭击事件也在沒人被提控的争议下不了了之。

### 谎称承认独中统考言论
2015年11月18日，时任首相署部长兼马华署理会长魏家祥在马华总部召开记者会，声称内阁答应重启商讨承认统考文凭：「目前私立大学和政府师训学院已经承认统考，马华目前在争取国内20所政府大学承认统考文凭。换句话说，政府全面承认统考文凭只差一步。」并表示，他在受到内阁指示后，已经在11月12日召集董教总与华总领袖商讨承认统考事项，强调马华不会放弃承认统考事项，给了全国华教人士长年以来一大希望。但多位国阵部长随后表明政府拒绝承认统考文凭的立场，导致承认统考的事项停滞不前。12月1日，马来西亚教育部副部长叶娟呈对承认统考事项以强硬的态度表示：“即使你等到猴年马月，政府对拒绝承认统考的立场保持不变”，引起华教相关人士质疑魏家祥的言论。
2016年3月29日，马来西亚教育部第二副部长卡马拉纳登在国会下议院二度表示，政府以国家利益及主权为由不承认统考，并补充说「内阁于2015年11月6日已经表明政府不会承认统考文凭的议决」。人民公正党和民主行动党议员要求执政的马华公会对此解释，并狠批魏家祥在2015年已经知道政府不会承认统考文凭，却还发表「政府全面承认统考文凭只差一步」的言论是他对华社最大的谎言，要他公开向华社道歉。

### 阻自立合作社成员见反贪会
2019年6月29日，民主行动党武吉免登国会议员方贵伦政治秘书李明康针对魏家祥被指通过社交媒体，指示所有自立合作社董事部成员不得与马来西亚反贪污委员会进行会议事件报案，并促警方调查对方的行为是否违法。他在金马警区召开记者会说，他是于前一天（6月28日）在网上看到自立合作社董事主席兼马华永久党员黄炳火指魏家祥在一个马来西亚发展有限公司基金会拨款事件上，通过社交媒体指示该社董事部成员不得与马来西亚反贪污委员会进行会议的新闻后，决定报案。
李明康要求警方调查魏家祥是否已抵触刑事法典第186条文（妨碍公务员执行公务）、第202条文（受法律约束应提供犯罪信息而故意不提供）、第203A条文（公务员在职期间刻意泄漏情报或资料）或其他罪行。他也说本身已会见查案官，对方已开档调查此事。

### 取消希盟时期制定的豁免沿海贸易政策
2020年11月13日，魏家祥领导的交通部在宪报上刊登取消前朝希盟政府于2019年3月28日生效的《1952年商船条例》第65（U）条关于非马来西亚船只停泊法令的豁免政策，并于11月15日生效。该决定得到马来西亚船东协会（MASA）的支持，但也引起前朝希盟部长对国盟政府取消豁免政策的质疑和争论，同时相关科技业者也对此表达关注。沿海政策旨在维持马来西亚的航运和造船业，从而减少对外国航运的依赖。而根据希盟制定的豁免政策目的，是要加快海底电缆的维修工作，因此除非外国船只获得豁免，否则只有注册和马来西亚拥有的船只才可以使用马来西亚的国内航线。
魏家祥于同年11月20日在其脸书上解释，交通部取消豁免沿海贸易政策是为了保护大众的利益，并以本地船只及大马公民为优先，而不是外国船只。11月23日，包括Facebook，Google、Microsoft和马来西亚互联网交易所（MyIX）在内的科技巨擘向首相慕尤丁提呈备忘录，要求撤销交通部的决定。11月25日的国会辩论环节上，前任交通部长陆兆福和前任通讯与多媒体部长哥宾星与魏家祥展开激烈的辩论。魏家祥表示，撤销豁免政策的决定是基于多个考虑，包括减少通过货运费流出的外国资金，以及通过促进本地航运业的参与来减少对外国船只的依赖。并补充说，撤销将有助于提高马来西亚的国内运输能力，并发展本地技术专长，并确保马来西亚水域的安全和主权。陆兆福表示，废除豁免将产生不利影响，导致投资者失去信心，因为豁免不只是少数公司受益，而是整个国家都在受益。哥宾星提醒魏家祥，电缆故障维修平均需时27天才能完成，豁免政策的决定是在接到科技巨头要求解决该问题的请求之后作出的。马来西亚互联网交易所与马来西亚船东协会也就电缆的维修能力和商业垄断的问题展开辩论。
2021年4月1日，因Facebook和Google公司宣布绕道马来西亚，铺设新的海底电缆连接北美、新加坡和印尼，导致马来西亚损失大量外来投资后，引起大马政坛的激烈辩论。同日，马来西亚互联网交易所（MyIX）发表文告，敦促国盟政府尽快恢复对外国船只进行海底电缆修理工程的豁免政策，否则将失去更多的外国直接投资。4月4日，魏家祥声称Facebook和Google公司绕道马来西亚铺设新的海底电缆一事与取消豁免政策无关，指是新加坡在丹戎吉宁设有数据中心，而马来西亚缺乏这样的数据设施，才导致这些科技巨擘绕过马来西亚，并指责希盟执政的2018年至2019年期间，把时间和金钱浪费在过时的构思上例如飞行车，而不是符合工业4.0的数据及革新中心。前财政部长林冠英狠批魏家祥漠视问题，并质疑魏家祥强调海底电缆绕道马来西亚与取消豁免沿海贸易政策无关的论据。林冠英也不满魏家祥企图把大马缺乏数据基建设施的责任推卸給前朝希盟政府，指魏家祥等于是批评国盟的部长同僚礼端尤索夫。4月7日，马来西亚美国商会（Amcham）评论，国盟政府取消豁免沿海贸易政策恐让投资者对马来西亚失去信心，敦促大马政府恢复豁免沿海贸易政策。4月10日，4间科技巨擘二度发函要求首相慕尤丁恢复修补海底电缆项目的豁免沿海贸易政策，间接打面魏家祥早前强调取消豁免政策导致铺设海底电缆损失大量外来投资无关的论据。
2021年10月5日，时任通讯及多媒体部长安努亚慕沙在国会上承认沿海贸易豁免政策悬而未决，才导致马来西亚失去与科技巨擘的海底电缆投资计划，再次直接打脸魏家祥强调取消豁免政策损失大量外来投资无关的论据。

### 新年蓝灯笼争议
2021年2月20日，马来西亚政府在网上举行全国大团拜，其中魏家祥在直播中向全世界华人拜年，不料由于背景出现丧礼才出现的蓝色灯笼，因而引起网民议论。对此他事后出示多张照片，宣示蓝色灯笼在新年装饰方面并非什么传统大忌。而马华中委陈传平也批评网民把新年装饰说成是丧府的灯笼是鸡蛋里挑骨头和小题大做。

### 恢复国阵时代的东海岸铁路计划原有路线
2021年4月5日，魏家祥宣布国盟政府正式恢复国阵时代东海岸铁路计划C段原有路线的北部路线，除了铁路路线长度增加以外，该计划也会新增2个车站，而成本预料增加到500亿令吉，比希盟时代多出了60亿令吉。国盟版的东铁计划坚持采纳国阵时期的北线计划，推翻了前朝希盟政府制定的经森美兰格拉旺及汝来，再回到雪兰莪巴生港口的南部路线，招来希盟领袖和地方居民的齐声炮轰。
森美兰州行政议员张聒翔批评，国盟政府宣布取消隆新高铁在森美兰的铁道工程计划之后，政府再次宣布东铁新路线将避开森美兰，可谓面对「双失」的双重打击，这等于剥夺了森州的经济发展。雪兰莪州行政议员邓章钦批评国盟中央政府单方面恢复北部路线是恶霸行为，而雪州政府因为响应交通部的要求完成了东铁计划南部路线的征用土地初步工作，而交通部突然作出的新决定，等于浪费了雪州政府在南部路线上所耗费的精力和时间，更是放话如果中央政府执意重启北线，雪州政府将不会配合征用土地。尽管受到雪州政府扬言将不会配合联邦政府征用土地，但魏家祥认为能够取得包括雪州在内的各州政府充分合作，让东铁计划顺利竣工。

## 轶事

### 网名称号
2018年7月24日，魏家祥因不满网民给他冠上「哭包祥」和「魏公公」两个封号，在接受Melody Fm的電台訪談时，称此封号是网民刻意要打击其形象，并公開平反指另有更适合的人选更配得上这两个封号，亦宣布将封号退还给社交媒體。隔日，魏家祥在其个人面子书撰文自认配不上这两个封号，指2009年因马华党争导致马青和妇女组的舵手踢出会长理事会，有感马华民主已亡，内心也愧对数以万计的马青同志而在记者会上撒泪而获得「哭包祥」封号是名不副实，也反击网民用古代的宦官太监“公公”的称号来丑化他唯唯诺诺、反反复复、躬身弯腰的更是形态言行不符。

### 为商店中文招牌辩护被打脸
2024年11月19日，魏家祥在驳斥前首相马哈迪在社交平台上发文分享他在参观吉隆坡武吉加里尔柏威年广场的印象，并对广场内有商店招牌大量使用中文感到不安。魏家祥发表一段华语视频称对马哈迪的说法表示怀疑，称他走遍了吉隆坡各地，不曾看过只有中文招牌的商场。马哈迪随后在社交平台贴出3张照片，照片显示店铺仅有中文和英文招牌，其中2家店铺分别贩卖中国大陆和台湾美食，证实其所言不虚。魏家祥的言论也被视为是出于种族政治。

## 选举成绩
| 年份 | 选区             | 候选人 | 候选人             | 得票数 | 得票率 | 竞选对手               | 竞选对手             | 得票数 | 得票率 | 总票数 | 多数票 | 投票率 |
| ---- | ---------------- | ------ | ------------------ | ------ | ------ | ---------------------- | -------------------- | ------ | ------ | ------ | ------ | ------ |
| 2004 | 柔佛 P148 亚依淡 |        | 魏家祥（马华公会） | 20,065 | 82.34% |                        | 莫哈末占里（回教党） | 4,302  | 17.66% | 25,218 | 15,763 | 76.87% |
| 2008 | 柔佛 P148 亚依淡 |        | 魏家祥（马华公会） | 20,230 | 76.11% |                        | 胡申苏嘉（回教党）   | 6,321  | 23.78% | 27,488 | 13,909 | 78.98% |
| 2013 | 柔佛 P148 亚依淡 |        | 魏家祥（马华公会） | 22,045 | 59.79% |                        | 符芳侨（伊斯兰党）   | 14,735 | 39.96% | 37,839 | 7,310  | 88.18% |
| 2018 | 柔佛 P148 亚依淡 |        | 魏家祥（马华公会） | 17,076 | 43.98% |                        | 刘镇东（行动党）     | 16,773 | 43.20% | 38,824 | 303    | 85.52% |
| 2018 | 柔佛 P148 亚依淡 |        | 魏家祥（马华公会） | 17,076 | 43.98% | 马迪马宛（伊斯兰党）   | 4,975                | 12.82% |        | 38,824 | 303    | 85.52% |
| 2022 | 柔佛 P148 亚依淡 |        | 魏家祥（马华公会） | 18,911 | 40.50% |                        | 谢奥马（行动党）     | 15,948 | 34.16% | 46,692 | 2,963  | 76.49% |
| 2022 | 柔佛 P148 亚依淡 |        | 魏家祥（马华公会） | 18,911 | 40.50% | 沙菲阿兹（土著团结党） | 11,833               | 25.34% |        | 46,692 | 2,963  | 76.49% |